# Związek Syndykalistów Polskich

Logo ZSP używane w niektórych numerach miesięcznika „Czyn”

Związek Syndykalistów Polskich (ZSP) – polska cywilno-wojskowa organizacja syndykalistyczna o charakterze konspiracyjnym, działająca od października 1939 do 1945.
Swoją działalność ZSP prowadził przede wszystkim na terenach Generalnego Gubernatorstwa. Obszarami o największej aktywności organizacji były – poza samą stolicą – miejscowości podwarszawskie (zwłaszcza Legionowo), rejon Gór Świętokrzyskich (z największym ośrodkiem w Ostrowcu Świętokrzyskim), Lubelszczyzna, a także wschodnia część przedwojennego województwa krakowskiego (przede wszystkim Dębica i Mielec) .

## Historia

### „Wolność i Lud”
9 października 1939 w profesorskim mieszkaniu Kazimierza Zakrzewskiego przy ul. Brzozowej 12 w Warszawie, zebrała się grupa działaczy związkowych, wśród których znaleźli się m.in. Jerzy Szurig, Stefan Szwedowski i Stefan Kapuściński. Postanowiono wówczas o powołaniu tajnej organizacji syndykalistycznej. 21 października odbyło się kolejne spotkanie, na którym został założony Związek „Wolność i Lud” , który bazował na członkach przedwojennych organizacji o charakterze lewicowo-patriotycznym i syndykalistycznym, do których należały: Związek Patriotyczny, Związek Związków Zawodowych, Polski Związek Zachodni, Światowy Związek Polaków z Zagranicy, Związek Polskiej Młodzieży Demokratycznej, Robotniczy Instytut Oświaty i Kultury imienia S. Żeromskiego. Wśród założycieli, poza wyżej wymienionymi, znaleźli się również m.in. Stanisław Bukowiecki, Leon Bigosiński czy Stanisław Kapuściński . Sporządzono wówczas Tymczasowy szkic deklaracji ideowej ZSP, z którego wynikało, że organizacja postrzega wydarzenia wojenne w kategoriach procesu, którego zwieńczeniem winno być nie tylko odzyskanie niepodległości przez Polskę, ale także głęboka przebudowa społeczna. Brano pod uwagę współpracę rządem londyńskim i agendami Polskiego Państwa Podziemnego, wskazując jednocześnie, że w sprawie przyszłego kształtu ustrojowego Polski, czy szerzej pożądanego scenariusza wydarzeń po wyzwoleniu ZSP zajmuje odrębne stanowisko. W lipcu 1940 wydano broszurę programową zatytułowaną Kujmy broń! 
Związek „Wolność i Lud” składał się z pionu cywilnego na czele Komitetem Centralnym, oraz wojskowego. Na czele organizacji stał Komendant Główny, którym byli kolejno: Stefan Kapuściński, Roman Galicz i por. Jerzy Złotowski pseud. „Poręba”. Czołowi działacze ZSP byli również zaangażowani w działalność aparatu Komendy Głównej Związku Walki Zbrojnej (KG ZWZ), a następnie Armii Krajowej. Jednym z nich był Kazimierz Zakrzewski, który aż do momentu swojego aresztowania, kierował referatem wewnątrzpolitycznym Wydziału Informacji Biura Informacji i Propagandy KG ZWZ .
W grudniu 1939 utworzono Oddziały Syndykalistyczne „Wolność i Lud”, które następnie przyjęły nazwę Oddziały Bojowe Z.S.P., a ich pierwszym komendantem został Stefan Kapuściński. Podlegały one bezpośrednio Komendantowi Głównemu. Ich zadaniem było prowadzenie bieżącej walki w formie głównie działań sabotażowo-dywersyjnych. Pion wojskowy ZSP współpracował blisko ze Związkiem Walki Zbrojnej, przede wszystkim ze Związkiem Odwetu. W nomenklaturze ZWZ oddziały bojowe ZSP były określane jako scalone drugiego stopnia, czyli podporządkowane na szczeblu dowodzenia .
Decyzją Komendy Głównej Oddziałów bojowych w styczniu 1940 utworzono oddziały sabotażowo-dywersyjne („Oddziały Spec”), których zadaniem było przeprowadzanie działań dywersyjnych oraz sabotażowych na terenach zakładów pracujących dla okupantów niemieckich, a także wywiad gospodarczy i akcje małego sabotażu. Wśród zrealizowanych zadań bojowych było m.in. niszczenie parowozów i wagonów w warsztatach naprawczych Praga II, maszyn produkcyjnych w Zakładach Ostrowieckich oraz fabryce karabinów na Woli, transportów broni idących na wschód, a także gazowanie kin na terenie Warszawy. Oddziały zakończyły swoją działalność w październiku 1942.
Organizacja poza działalnością bojową zajmowała się również pomocą więźniom. Już od początku 1940 przesyłano więzionym paczki żywnościowe oraz organizowano pomoc lekarską. Początkowo pomoc objęła warszawskiego Pawiaka, ale później kierowano ją również do obozów: Auschwitz-Birkenau, Majdanek, Ravensbrück, Groß-Rosen, Dachau, Stutthof i Mauthausen-Gusen. W późniejszym okresie zajęto się również dostarczaniem paczek pozostającym na wolności rodzinom więźniów.

### Związek Syndykalistów Polskich
W kwietniu 1941 Związek „Wolność i Lud” został przemianowany na Związek Syndykalistów Polskich. Latem 1942 doszło do rozłamu w Oddziałach Sabotażowo-Szturmowych, kiedy paru oficerów silnie związanych z Armią Krajową doprowadziło do przejścia prawie całej „dywersji” ZSP do AK. W rezultacie pion wojskowy trzeba było organizować niemal od początku. 12 października 1942 odbudowane Oddziały Sabotażowo-Szturmowe przekształcono w Oddziały Szturmowe „Zew”, nastawione już wyraźnie na walkę zbrojną i wkrótce podporządkowane KG AK. Chociaż pomiędzy obiema organizacjami dochodziło do chwilowych napięć, to kierownictwo AK ceniło sobie współpracę z oddziałami syndykalistów i uważało ich za lojalnych sojuszników .
Głównymi zadaniami oddziałów miało być: zwalczanie cywilnej administracji okupanta, ogniw NSDAP, komórek RSHA, karanie volksdeutschów i zdrajców . Na czele Komendy Oddziałów Szturmowych stali R. Galicz, a następnie por. J. Złotowski. Składały się one z brygad szturmowych, które z kolei dzieliły się na 3 „trójki”: wywiadowczą, dywersyjną i likwidacyjną. Do lipca 1944 oddziały przeprowadziły łącznie 57 akcji, wśród których należy wymienić wykonanie 7 wyroków śmierci na funkcjonariuszach Gestapo i konfidentach, osiem akcji rozbrojenia i likwidacji żandarmerii, odbijanie więźniów, zdobycie karetki pocztowej z tajnymi dokumentami, napady na kasyna gry, zdobycie 12 tysięcy sztuk amunicji w Skarżysku, rekwizycja pieniędzy z Izb Skarbowych, czy wzięcie do niewoli kilkudziesięcioosobowego oddziału Wermachtu w Lesie Pomiechowskim w lipcu 1944.
W styczniu 1941 aresztowano niektórych członków ZSP, w tym Kazimierza Zakrzewskiego, który zostaje zamordowany przez władze okupacyjne 1 marca 1941. Razem z nim zostaje rozstrzelanych również 17 innych Polaków więzionych na Pawiaku. Obowiązki kierownika Wydziału Prasowego przejął Jerzy Gosiewski, a w listopadzie 1941 Stefan Kapuściński .
W listopadzie 1942 ZSP razem z Polską Organizacją Demokratyczną, Polskim Stronnictwem Demokratycznym i Socjalistami Ludowymi „Wolność” współtworzył Patriotyczny Front Lewicy Polskiej . 1 listopada organizacje podpisały Deklarację Ideową Patriotycznego Frontu Lewicy Polskiej, w której wyróżniono 3 główne hasła porozumienia:
1. „Polska Republika Ludowa;
2. postępowa, na zasadach cywilizacyjnych oparta przebudowa ustroju, w myśl interesów mas robotniczo-chłopskich oraz inteligencji pracującej;
3. Polska Armia Ludowa i milicje robotniczo-chłopskie, stojące na straży interesów suwerenności narodowej oraz postępowej przebudowy ustroju gospodarczo-socjalnego i politycznego Polski”.

W połowie maja 1943 aresztowany został Stefan Kapuściński, którego kilkanaście dni później rozstrzelano w ruinach warszawskiego getta. W Wydziale Prasowym jego obowiązki przejął Jerzy Szyndler, przed wojną aktor teatralny i awangardowy reżyser .

### Powstanie Warszawskie
W 1943 sformowano 104 Kompanię Syndykalistów, która powstała bazie oddziałów bojowych ZSP. Początkowo oddział funkcjonował jako pluton 1028 Rejonu I Obwodu śródmieście AK (pod dowództwem Stanisława Błaszczaka pseud. „Róg”), w którym wyznaczono również pierwsze zadanie dla oddziałów w razie wybuchu powstanie: zdobycie niemieckiego szpitala „Reserve Lasarett IV”. Jako kwaterę główną wybrano budynek fabryki firanek Szlenkera, który mieścił się przy ul. Świętojerskiej 10.
Podczas Powstania Warszawskiego poza walczącą na Starym Mieście 104 Kompanią Syndykalistów pod dowództwem ppor. Kazimierza Puczyńskiego pseud. „Wroński”, w Śródmieściu działała od 2 września tzw. Brygada Syndykalistyczna pod dowództwem Edwarda Wołoncieja-Czemiera formalnie związana z Syndykalistycznym Porozumieniem Powstańczym, a nie ZSP.
W czasie powstania dowództwo kompanii postanowiło o przeniesieniu dotychczasowej drukarni do nowej siedziby przy ul. Świętojerskiej. Tam powstała redakcja gazety „Iskra”, która miała stanowić biuletyn informacyjny dla powstańców. Wychodziła dwa – a niekiedy nawet trzy – razy dziennie. Poranne wydanie zawierało przeważnie informacje z nocnych nasłuchów radiowych oraz krótką analizę sytuacji na Starym Mieście z poprzedniego dnia. Popołudniowe wydanie zwierało informacje poranne, ciekawostki ze świata, a także dział poszukiwań rodzin. Wieczorne wydanie natomiast zawierało sprawozdanie z walk na Starym Mieście z dnia bieżącego, najnowsze informacje z nasłuchów radiowych, a także artykułami problemowymi.
Redaktorem naczelnym „Iskry” został Jerzy Szyndler, a w skład redakcji weszli m.in.: Stefan Kozakiewicz, Stanisław Korab-Kamiński, Jerzy Złotowski, Eugeniusz Poślada czy Janina Rosnowska.

### Schyłek wojny
W lutym koalicja wraz z Naczelnym Komitetem Ludowym (Robotnicza Partia Polskich Socjalistów, Polska Ludowa Akcja Niepodległościowa, Stronnictwo Polskiej Demokracji) oraz Organizacją Syndykalistyczną „Wolność” utworzyły Centralizację Stronnictw Demokratycznych, Syndykalistycznych i Socjalistycznych. W ramach porozumienia ZSP pozostał ugrupowaniem najbardziej niechętnym współpracy z komunistami, sprzeciwiając się m.in. porozumieniu CSDSS z Krajowa Radą Narodową i opowiadając się za utrzymaniem samodzielności politycznej . Z inicjatywy ZSP zaczęły powstawać wówczas (głównie w Warszawie i na Kielecczyźnie) liczne komitety fabryczne, będące konspiracyjną namiastką związków zawodowych. We wrześniu 1944 ZSP uznał Krajową Radę Narodową i Polski Komitet Wyzwolenia Narodowego. W zamian komuniści podpisali wspólną deklarację (nie zrealizowaną), która miała oddawać po zakończeniu wojny zarządzanie przemysłem w ręce związków zawodowych, a z Krajowej Rady Związków Zawodowych uczynić najwyższy organ polityki gospodarczej w państwie. ZSP oficjalnie nigdy nie została rozwiązana, jednak po 1945 nie podjęła dalszej działalności. Niektóre osoby z dawnego ZSP po wyzwoleniu włączyły się w odbudowę ruchu spółdzielczego.

## Prasa
ZSP prowadził także szeroką działalność wydawniczo-propagandową. W listopadzie 1939 powstał Wydział Prasowy ZSP, a na jego czele stanął Kazimierz Zakrzewski. Początkowo wydawano codzienny biuletyn informacyjny kolportowanym wśród członków organizacji, którego treść opracowywano na podstawie nasłuchu radiowego. We wczesnej fazie przepisywany na maszynie, później odbijany na powielaczu. Niewiele wiadomo o genezie tego pisma, wydawanego początkowo bez tytułu, a następnie sygnowanego jako „Ak”. Kluczową rolę jako osoba koordynująca przygotowywanie biuletynu ZSP w ostatnich tygodniach 1939 była najprawdopodobniej Halina Seyda. Natomiast pierwszym znanym miejscem powieralni ZSP był budynek Banku Spółek Zarobkowych przy ulicy Zgoda w Warszawie .

### „Akcja”
W listopadzie 1939 ukazał się pierwszy, prawdopodobnie dwustronicowy numer programowego pisma ZSP „Akcja”. Redaktorem naczelnym gazety został również Kazimierz Zakrzewski. Do jego najbliższych współpracowników na przełomie 1939 i 1940 należeli Stefan Szwedowski i najprawdopodobniej Jerzy Szurig. Ważnym współpracownikiem pisma został w pewnym momencie Jerzy Piotrowski, przedwojenny działacz poznańskiego okręgu Związku Polskiej Młodzieży Demokratycznej .
W marcu 1940 ZSP uruchomiło własną drukarnię, którą od połowy 1943 określana jako Zakłady Wydawnicze ZSP „Iskra”. Pierwszy lokal drukarni mieścił się na Żoliborzu w willi należącej do Władysława Niedenthala, przy ulicy Towiańskiego 9. Zespołem drukarzy kierował Czesława Kuklę, a nakład gazety „Akcja” wynosił ok. 2500 egzemplarzy .
W ramach czasopisma „Akcja” propagowano pogląd, że walczący o wolność Polacy mają dwóch wrogów, III Rzeszę oraz Związek Radziecki. Obu przypisywano świadome dążenie do eksterminacji narodu polskiego. Natomiast sympatie kierowano wobec państw Europy Zachodniej, podkreślając jednocześnie brak wiary w trwałość systemu kapitalistycznego w tych krajach, a także nadzieję wobec sił ludowych państw zachodnich. Nowa, wyzwolona spod okupacji Polska miała być krajem, w którym, podobnie jak w powojennej Francji czy Wielkiej Brytanii, urzeczywistniany będzie alternatywny wobec kapitalizmu model społeczno-gospodarczy, a zdegenerowana partiokracja, na równi z wszelkimi formami dyktatury, przestanie istnieć .
W styczniu 1941 doszło do aresztowań niektórych członków ZSP, m.in. Kazimierza Zakrzewskiego. Z tego powodu konieczne stało się przeniesienie drukarni, tym razem na Saską Kępę. Kolejny numer gazety ukazał się w marcu tego samego roku, w nakładzie 3000 egzemplarzy .
Po aresztowaniach tymczasowe kierownictwo sprawował Jerzy Gosiewski, natomiast w praktyce coraz większa odpowiedzialność związana z przygotowywaniem do druku materiałów prasowych spoczywała na Józefie Lis-Błońskiej, która od lutego 1941 zaczęła pełnić funkcję sekretarza redakcji. Od lata tego samego roku kierownikiem administracyjno-organizacyjnym został Ryszard Koprowski. W listopadzie 1941 roku Jerzy Gosiewski zaczął kierować Wydziałem Młodzieży ZSP, a obowiązki przewodniczącego Wydziału Prasowego ZSP przejął Stefan Kapuściński .
Wydawanie gazety zawieszono po 38 numerze .

### „Sprawa”
Od kwietnia 1941 rolę głównego pisma ZSP pełnił tygodnik „Sprawa”. Określany jako organ Komitetu Centralnego ZSP, stanowił właściwie kontynuacją pisma „Akcja”. W pracę przy redakcji „Sprawy” zaangażowana została większa niż dotychczas liczba osób (m.in. dobry znajomy Piotrowskiego Jerzy Lawęcki). Do końca 1941 wydano 32 numery pisma, a w całym następnym roku 25 kolejnych. Nakład gazety był różny w zależności od okresu, wahał się od 2400 do 3600 egzemplarzy .
W pierwszych miesiącach istnienia „Sprawa” kontynuowała linię programową „Akcji”. Na łamach gazety pojawiały się pojedyncze głosy wyrażające się w sposób pozytywny o ZSRR, jednak jak zauważa Grzegorz Zackiewicz:

Już wiele lat po zakończeniu II wojny światowej Lawęcki twierdził, że wraz z Piotrowskim starał się osłabić antykomunistyczne nastawienie kierownictwa ZSP, a jednym z jego celów było dopuszczenie na łamy „Sprawy” autorów o orientacji proradzieckiej. Ze względu na brak dostatecznej podstawy źródłowej trudno w tym względzie o szczegółowe ustalenia. Faktem jest jednak, że już w drugiej połowie 1941 roku wśród artykułów publikowanych w tygodniku ZSP można było znaleźć i takie, nieliczne wprawdzie, teksty, których wydźwięk nie był jednoznacznie antysowiecki. Dla przykładu w październiku tego roku anonimowy publicysta „Sprawy” dowodził, że bolszewicka elita „będąca wytworem rewolucji komunistycznej, przepojonej wiarą w kulturotwórcze posłannictwo dla ludzkości”, wykazuje odpowiednie cechy wolicjonalne, by oprzeć się niemieckiej inwazji. Rzecz jasna, należy przy tym pamiętać, że kontekst dla pewnego złagodzenia tonu pisania o ZSRR wyznaczał układ Sikorski-Majski, w środowisku syndykalistycznym przyjęty z dużą ostrożnością, ale i z pewnymi nadziejami. Bezsprzecznie też nadal dominował w organie prasowym KC ZSP ton obaw i nieufności wobec Moskwy.

W 1942 pracami redakcji kierował Stefan Kapuściński. Istotną postacią w Wydziale Prasowym stała się też studentka polonistyki na Podziemnym Uniwersytecie Warszawskim i początkująca dziennikarka Halszka Bodalska. Działała tam jako łączniczka prasowa, główna korektorka oraz koordynatorka Wydziału Prasowego .
We wrześniu 1942 zmieniono lokal, którego tym razem właścicielem był przedwojenny działacz Stanisław Wieczorek. W tym czasie rozwiązał się działający dotąd zespół redakcyjny, przez co gazeta na przełomie 1942 i 1943 przestała być wydawana w regularnym tygodniowym nakładzie. W następnych kilku miesiącach nastąpiła przerwa w ukazywaniu się czasopisma. Kolejny, już 93 numer, wypuszczony został dopiero w sierpniu 1943 .

### „Myśl”
W październiku 1941 rozpoczęto wydawanie periodyku „Myśl”, wychodzącego z podtytułem „Pismo Młodych”, którego głównym odbiorcą miało być młode pokolenie. Również samo pismo redagował zespół składający się z młodych osób. Kontynuacją „Myśli” była „Myśl Młodych”, której w latach 1943–1944 ukazało się kilka numerów. Głównym inicjatorem utworzenia periodyku był czołowy ideolog młodego pokolenia syndykalistów Zbigniew Pokora .

### „Sprawa Chłopska”
Związek Syndykalistów Polskich postanowił również docierać na wieś, i tak w lipcu 1942 ukazał się pierwszy numer „Sprawy Chłopskiej”. Gazeta wychodziła nieregularnie, a jej redaktorem naczelnym był Zbigniew Kempka (1912-?), który przed wojną działał m.in. w Legionie Młodych .

### „Czyn”
W kwietniu 1943 wydano pierwszy numer miesięcznika „Czyn”. Według pierwotnych założeń miał to być periodyk przeznaczony dla masowego odbiorcy, nie tylko członkiń i członków ZSP. Według Grzegorza Zackiewicza ówczesny lider ZSP Stefan Szwedowski polecił, by redagowaniem pisma zajęła się młoda literatka, pracująca dotąd w Wydziale Robotniczym organizacji, Marcelina Grabowska .

## Ideologia
Stanisław Cisielski wskazuje, że naczelnymi wartościami, jakimi kierował się ZSP były:  „Wielkość Narodu”,  „Wolność Człowieka” i  „Sprawiedliwość Społeczna” . W swojej prasie organizacja w ten sposób definiowała naród: „Naród jest środowiskiem ludzi mniej lub więcej ściśle związanych z określonym pniem etnicznym, żyjących na określonym terytorium w granicach właściwej dla tego terytorium jedności gospodarczej, posiadających wspólną przeszłość historyczną, wspólny język, wspólne cechy kultury i psychiki; subiektywnym wyrazem cech wyodrębniających jeden naród od drugiego jest poczucie odrębności narodowej, świadomość narodowa”. Natomiast w programie Kujmy broń stwierdzono: ,,U podstaw idei Narodu leży instynkt zachowania gatunku, początkowo fizycznego, później psychofizycznego, wreszcie wraz z rozwojem psychokulturalnego. Świadomość wspólnoty i odrębności psychokulturalnej, umożliwiającej prawidłowy, pełny i harmonijny rozwój danej społeczności ludzkiej, Narodu, stanowi więź zespalającą go. Instynkt przeparcia swego gatunku psychokulturalnego przekształca się stopniowo w świadomość konieczności zapewnienia podstawowej, w dzisiejszym stadium rozwoju ludzkości, grupie społecznej - Narodowi - najlepszych warunków wszechstronnego rozwoju”.
W związku z powyższym organizacja opowiadała się za istnieniem państwa, jednak nie w dotychczasowym kształcie. Aby instytucja ta miała sens istnienia, koniecznym było jej  „uspołecznienie”, co miało stanowić sprzeciw wobec dotychczas panującej liberalno-demokratycznej formy. Odrzucano również całkowicie wszelkie autorytarne i totalitarne systemy państwowości. Poprzez pojęcie  „uspołecznionego” państwa syndykaliści rozumieli:
1. „Zjednoczenie całego narodu w jedno ciało, kierowane planowo przez samorząd oparty na pełnej demokracji”.
2. „Organizowanie świata pracy w zespoły zawodowe, to jest syndykaty”.
3. „Zachowanie jak największej wolności dla jednostki, wolności ograniczonej tylko przez zasady sprawiedliwości społecznej i konieczność utrzymania zespołowego, planowego systemu pracy“[19].

Powyższa koncepcja wyrastała z zasadniczej krytyki kapitalizmu, a w tym również absolutyzacji oraz prymatu wolności jednostki i powiązanej z nią własności prywatnej:  „Nieskrępowana żadnymi więzami wolność grup czy jednostek prowadzi w konsekwencji do bezustannej walki, uniemożliwia normalne życie społeczeństwa, oddając jednostki słabsze w niewolę silnych i możnych. Stwarza bezwład społecznoprawny - warunek fizycznej i duchowej grabieży. Nieskrępowane prawo własności prywatnej - wolność gospodarcza daje w rezultacie najstraszniejszą niewolę ekonomiczną i nędzę mas pracujących”.
W 1943 powstał Program ZSP, którego główne tezy były następujące:
- powojenny ustrój polityczny Polski Ludowej będzie się opierał na związku samodzielnych, wolnych gmin,
- państwo będzie stanowiło federację korporacji gospodarczych, kulturalnych i terytorialnych, realizującą władzę społeczeństwa, a nie władzę nad społeczeństwem,
- administrację państwową zastąpią delegaci wybrani przez samorządy pracownicze,
- zniszczenie kapitalizmu doprowadzi do powstania wolnościowego socjalizmu, gwarantującego dobrobyt całemu społeczeństwu,
- zachowanie przedwojennych granic na wschodzie i stworzenie nowych opartych na Odrze i Bałtyku na zachodzie.
- idea stworzenia wspólnoty słowiańskiej w Europie Środkowej[21].

ZSP u podstaw przebudowy gospodarczej zakładało: likwidację kapitału prywatnego i uspołecznienie gospodarki, wprowadzenie planowania gospodarczego, a także poddanie gospodarki pod kontrolę związków zawodowych. Uspołecznienie miały być poddane wszystkie zasoby naturalne, kopalnie i fabryki, środki komunikacji, a także warsztaty pracy oparte na pracy najemnej. Natomiast warsztaty, których działania nie wiązały się ekonomicznym uzależnieniem jednych jednostek od drugich, gdzie nie korzystano z pracy najemnej, miały pozostać w rękach prywatnych właścicieli. Dotyczyło to drobnych gospodarstw chłopskich i rzemieślniczych, prowadzonych przez właścicieli przy pomocy rodziny .
Główną rolę w organizacji gospodarczej miały stanowić związki zawodowe. Przy czym ZSP nadawało im o wiele większy zakres funkcji, aniżeli ten obecny w systemie kapitalistycznym. Związki zawodowe, stanowiące organizacje pracujących miałyby odpowiadać za całokształt funkcjonowania gospodarki i społeczeństwa wytwórców od szczebla zakładu aż po naczelne organy państwa. Wyłaniane przez związki organy miały stanowić ciała kierownicze przedsiębiorstw, gałęzi przemysłu, jak i całej gospodarki .

### Postawa wobec innych organizacji
ZSP postrzegało wydarzenia wojenne w kategoriach procesu, którego zwieńczeniem winno być nie tylko odzyskanie niepodległości przez Polskę, ale także głęboka przebudowa społeczna. Uznawano rząd Rzeczypospolitej Polskiej na uchodźstwie oraz zachowywano lojalność wobec jego agend w okupowanej Polsce. Nie oznaczało to jednak bezkrytycznego podejścia wobec tych instytucji, do których z czasem podchodzono z coraz większą rezerwą. Tadeusz Komorowski scharakteryzował postawę m.in. ZSP słowami: „są w silnej opozycji do KRP, krytyczne do DR, lojalnej wobec Rządu Polskiego, szukają oparcia w PZP”. ZSP dążył do współpracy z mniejszymi ugrupowaniami demokratycznej lewicy, pozostając krytycznym wobec tradycyjnych partii lewicowych .
ZSP wyjątkowo krytycznie podchodziło do rządów przedwojennej polski, a zwłaszcza sanacji, którą oskarżała o odsunięcie społeczeństwa polskiego od wpływu na losy państwa, jak i niszczenie demokracji, faszyzację życia społecznego oraz kiepską politykę zagraniczną .

### Sprawa chłopska
ZSP starał się również podjąć w swoich działaniach i wizji przyszłej Polski problematykę wsi. Stanisław Ciesielski tak scharakteryzował program syndykalistów odnoszący się do obszarów wiejskich :

Z generalnej zasady likwidacji prywatnej własności środków produkcji w takim zakresie, w jakim stanowiła podstawę wyzysku, wyprowadzano postulat wywłaszczenia bez odszkodowania własności ziemskiej powyżej normy wyznaczonej gospodarczą samowystarczalnością, a jednocześnie wykluczeniem pracy najemnej w gospodarstwie rolnym. Nie udało się, niestety, odnaleźć enuncjacji ZSP, która określałaby górną granicę areału gospodarstwa nie podlegającego wywłaszczeniu. Z faktu, iż przewidywano równocześnie likwidację lub upełnorolnienie gospodarstw o powierzchni mniejszej niż 10 ha, wynikałoby natomiast przyjęcie tej normy powierzchni za dolną granicę wielkości gospodarstw chłopskich. Uzasadniano to koniecznością nie tylko stworzenia ekonomicznych podstaw bytu ich właścicieli, ale i zapewnienia towarowości gospodarki rolnej. Tak zamierzonej reformie własnościowej towarzyszyć miała komasacja i melioracja gruntów. W celu uniknięcia wtórnego rozdrobnienia gospodarstw syndykaliści zamierzali wprowadzić zakaz obrotu ziemią, a dziedziczenie mogłoby następować tylko w całości i przez następcę fachowo do tego przygotowanego. Istniały, jak się wydaje, pewne rozbieżności w kwestii, kto miał otrzymać ziemię z parcelacji wielkiej własności ziemskiej. W początkowym okresie wojny stwierdzono, iż wskutek niewystarczającego zapasu ziemi przeznaczony on zostanie na upełnorolnienie już istniejących gospodarstw, nie otrzymają natomiast ziemi bezrolni. W późniejszych enuncjacjach, jeśli wskazywano kategorie uprawnionych do uzyskania nadziałów, to wymieniano wśród nich i bezrolnych. Nadmiar rąk roboczych na wsi pozostały po reformie miał zostać wchłonięty przez przemysł w miastach oraz lokalne przetwórstwo rolne i usługi na wsi.

Gospodarstwa rolne miały tworzyć syndykaty, reprezentowane na zasadach ogólnych w organach samorządowych. Planowano również rozwój spółdzielczości wiejskiej, która zajmowałaby się przetwórstwem rolnym, usługami dla wsi, zaopatrzeniem, zbytem, a zarazem pełniła funkcje wychowawcze poprzez kształtowanie solidarności i samodzielności jej członków. Taka forma organizacji miała przygotować grunt pod utworzenie wielkich gospodarstw spółdzielczych, w których nastąpiłoby wyzwolenie chłopa „z jarzma jego nigdy nie kończącej się, całodziennej pracy”. Według syndykalistów nastąpiłoby to z czasem poprzez mechanizację, specjalizację i unowocześnienie produkcji rolnej .